# ET Большой Медведицы
ET Большой Медведицы (лат. ET Ursae Majoris), HD 89822 — двойная звезда в созвездии Большой Медведицы на расстоянии приблизительно 330 световых лет (около 101 парсека) от Солнца. Видимая звёздная величина звезды — от +4,96m до +4,91m. Орбитальный период — около 11,579 суток.

## Характеристики
Первый компонент — белая вращающаяся переменная звезда типа Альфы² Гончих Псов (ACV) спектрального класса A1:VpSiSrHg. Светимость — около 138,84 солнечных. Эффективная температура — около 10307 К.
Второй компонент — предположительно, Am-звезда.